# ابراهیم سفرجلانی
ابراهیم سفرجلانی (۱۶۴۵–۱۷۰۰م) (نسب: ابراهیم بن محمد بن ابراهیم بن عبدالکریم) ریاضی‌دان و شاعر شامی در سدهٔ هفدهم میلادی/ یازدهم هجری بود. از اهالی دمشق بود. دیوان شعر او برجای مانده است.